# 부산 서구의 국회의원
제1대~제3대 국회의원은 부산시의 국회의원 참조.

## 변천
- 1957년 1월 1일 경상남도 부산시 서구 설치
- 1981년 4월 4일 부산직할시 서구
- 1983년 12월 15일 서구 괴정동·당리동·하단동·신평동·장림동·다대동·구평동·감천동이 사하구에 편입
- 1995년 1월 1일 부산광역시 서구

## 부산 서구의 역대 국회의원 일람
| 대수         | 이름           | 소속정당   | 임기                               | 선거구역 |
| ------------ | -------------- | ---------- | ---------------------------------- | --- |
| 제4대        | 이상용(李相龍) | 자유당     | 1958년 5월 31일 - 1960년 7월 28일  | 부산시 서구 갑: 동대신1가동 동대신2가1동 동대신2가2동 동대신3가1동 동대신3가2동 서대신1가동 서대신2가동 서대신3가동 괴정1동 괴정2동 괴정3동 당리동 하단1동 하단2동 신평동 장림1동 장림2동 다대동 구평동 감천동 |
| 제4대        | 김동욱(金東郁) | 민주당     | 1958년 5월 31일 - 1960년 7월 28일  | 부산시 서구 을: 부용동 부민동 토성동 아미1동 아미2동 아미3동 초장1동 초장2동 완월동 남부민1동 남부민2동 암남동 충무로4가동                                                                                     |
| 제5대 민의원 | 김영삼(金泳三) | 민주당     | 1960년 7월 29일 - 1961년 5월 16일  | 부산시 서구 갑: 동대신1동 동대신2동 동대신3동 서대신1동 서대신2동 서대신3동 괴정1동 괴정2동 당리동 하단동 신평동 장림동 다대동 구평동 감천1동 감천2동                                                          |
| 제5대 민의원 | 김동욱(金東郁) | 민주당     | 1960년 7월 29일 - 1961년 5월 16일  | 부산시 서구 을: 부용동 토성동 아미동 초장동 충무동 남부민1동 남부민2동 암남동 |
| 제6대        | 김영삼(金泳三) | 민정당     | 1963년 12월 17일 - 1967년 6월 30일 | 서구 일원(제3선거구) |
| 제7대        | 김영삼(金泳三) | 신민당     | 1967년 7월 1일 - 1971년 6월 30일   | 서구 일원(제3선거구) |
| 제8대        | 김영삼(金泳三) | 신민당     | 1971년 7월 1일 - 1972년 10월 17일  | 서구 일원(제3선거구) |
| 제9대        | 김영삼(金泳三) | 신민당     | 1973년 3월 12일 - 1979년 3월 11일  | 서구·동구 일원(제2선거구) |
| 제9대        | 박찬종(朴燦鍾) | 민주공화당 | 1973년 3월 12일 - 1979년 3월 11일  | 서구·동구 일원(제2선거구) |
| 제10대       | 김영삼(金泳三) | 신민당     | 1979년 3월 12일 - 1979년 10월 4일  | 서구·동구 일원(제2선거구) |
| 제10대       | 박찬종(朴燦鍾) | 민주공화당 | 1979년 3월 12일 - 1980년 10월 27일 | 서구·동구 일원(제2선거구) |
| 제11대       | 서석재(徐錫宰) | 민주한국당 | 1981년 4월 11일 - 1985년 4월 10일  | 서구 일원(제2선거구) |
| 제11대       | 곽정출(郭正出) | 민주정의당 | 1981년 4월 11일 - 1985년 4월 10일  | 서구 일원(제2선거구) |
| 제12대       | 서석재(徐錫宰) | 신한민주당 | 1985년 4월 11일 - 1988년 5월 29일  | 서구·사하구 일원(제2선거구) |
| 제12대       | 곽정출(郭正出) | 민주정의당 | 1985년 4월 11일 - 1988년 5월 29일  | 서구·사하구 일원(제2선거구) |
| 제13대       | 김영삼(金泳三) | 통일민주당 | 1988년 5월 30일 - 1992년 5월 29일  | 서구 일원 |
| 제14대       | 곽정출(郭正出) | 민주자유당 | 1992년 5월 30일 - 1996년 5월 29일  | 서구 일원 |
| 제15대       | 홍인길(洪仁吉) | 신한국당   | 1996년 5월 30일 - 1997년 12월 26일 | 서구 일원 |
| 제15대       | 정문화(鄭文和) | 한나라당   | 1998년 4월 3일 - 2000년 5월 29일   | 서구 일원 |
| 제16대       | 정문화(鄭文和) | 한나라당   | 2000년 5월 30일 - 2004년 5월 29일  | 서구 일원 |
| 제17대       | 유기준(兪奇濬) | 한나라당   | 2004년 5월 30일 - 2008년 5월 29일  | 서구 일원 |
| 제18대       | 유기준(兪奇濬) | 무소속     | 2008년 5월 30일 - 2012년 5월 29일  | 서구 일원 |
| 제19대       | 유기준(兪奇濬) | 새누리당   | 2012년 5월 30일 - 2016년 5월 29일  | 서구 일원 |
| 제20대       | 유기준(兪奇濬) | 새누리당   | 2016년 5월 30일 - 2020년 5월 29일  | 서구·동구 일원 |
| 제21대       | 안병길(安秉吉) | 미래통합당 | 2020년 5월 30일 - 2024년 5월 29일  | 서구·동구 일원 |
| 제22대       | 곽규택(郭圭澤) | 국민의힘   | 2024년 5월 30일 -                  | 서구·동구 일원 |

## 같이 보기
- 부산시의 국회의원
- 부산 사하구의 국회의원
- 부산 동구의 국회의원
- 서구 (1988년 부산 선거구)
- 서구·동구